# Daniel H. Hill
Daniel Harvey Hill (12 juli 1821 – 24 september 1889) was een Zuidelijke generaal tijdens de Amerikaanse Burgeroorlog en een geleerde. Hij was een agressieve, diepgelovige aanvoerder. Hij was de schoonbroer van Stonewall Jackson en een goede vriend van James Longstreet en Joseph E. Johnston. Door onenigheden met Robert E. Lee en Braxton Bragg was hij echter persona non grata bij president Jefferson Davis. Hoewel hij een capabele militaire leider was, werden zijn talenten niet ten volle benut door politiek gekonkel.
In de literatuur wordt Daniel Harvey Hills naam afgekort tot D.H. Hill om hem te onderscheiden van zijn collega A.P. Hill.

## Zijn vroege jaren
D.H. Hill werd geboren in Hill's Iron Works, in York County, South Carolina als zoon van Solomon en Nancy Cabeen-Hill. Zijn grootvader aan vaders zijde was kolonel William Hill die oorspronkelijk uit Ierland kwam en een ijzergieterij in York County bezat. William Hill leverde veel kanonnen en ander materiaal aan het Continentaal Leger. Zijn grootvader van moeders zijde was een Schot. Hill studeerde in 1842 af van de United States Military Academy als 28e uit een klas van 56 leerlingen. Hij kreeg een commissie in de 1st United States Artillery. Hij onderscheidde zichzelf tijdens de Mexicaans-Amerikaanse Oorlog. Na de Slag bij Contreras werd hij bevorderd tot gebrevetteerd kapitein en na de Slag bij Chapultepec kreeg hij de rang van gebrevetteerd majoor.
In februari 1849 nam Hill ontslag uit het leger om als wiskundeprofessor aan te slag te gaan bij Washington College (het huidige Washington and Lee University) in Lexington, Virginia. Daar schreef hij een boek bedoeld voor de zuidelijke staten van de Verenigde Staten, namelijk Elements of Algebra, waarin de noordelijke staten flink op de korrel werden genomen.
In 1854 gaf hij les aan de Davidson College en in 1859 werd hij superintendant van de North Carolina Military Institute in Charlotte, North Carolina.

### Gezinsleven
Op 2 november 1848 huwde hij met Isabella Morrison, dochter van Robert Hall Morrison die een presbyteriaanse dominee was en de eerste president van het Davidson College. Via haar moeder was Isabella de nicht van gouverneur William Alexander Graham van North Carolina. Samen kregen ze negen kinderen. Hun oudste zoon, Daniel Harvey Hill, Jr., zou president worden van de North Carolina State College. Hun jongste zoon, Joseph Morrison, zou later Chief Justice worden in Arkansas van 1904 tot 1909.
In juli 1857 huwde Isabella’s jongere zus Mary Anna met professor Thomas Jackson van het Virginia Military Institute. Hill en Jackson, die later de bijnaam "Stonewall" zou krijgen tijdens de Amerikaanse Burgeroorlog, hadden elkaar reeds ontmoet in de Mexicaanse oorlog. Toen ze beiden in Lexington woonden, zou hun vriendschap nog sterker worden in de jaren 1850.

## Amerikaanse Burgeroorlog
Toen de oorlog begon was D.H. Hill kolonel van het 1st North Carolina Infantry waarmee hij de Slag bij Big Bethel won op 10 juni 1861. Kort daarna werd hij bevorderd tot brigadegeneraal en kreeg hij de leiding over de strijdkrachten in het gebied rond Richmond. Tegen de lente van 1862 was hij generaal-majoor en voerde een divisie aan in de Army of Northern Virginia. Hij nam deel aan de slag bij Yorktown en de Slag bij Williamsburg die het begin waren van de Schiereilandveldtocht in de lente van 1862. Als generaal-majoor voerde hij zijn divisie aan tijdens de Slag bij Seven Pines en de Zevendagenslag. Hills divisie kreeg daarna de taak om Richmond te verdedigen terwijl de rest van het Zuidelijke leger naar het noorden trok wat leidde tot de Veldtocht in noordelijk Virginia.
Op 22 juli 1862 sloten Hill en de Noordelijke generaal-majoor John Adams Dix een akkoord omtrent het uitwisselen van krijgsgevangenen. Deze overeenkomst kreeg later de naam Dix-Hill Cartel.
Tijdens de Marylandveldtocht in 1862 vocht Hills divisie in de Slag bij South Mountain. Zijn eenheden waren verspreid langs een lange frontlinie. Toch slaagden zijn soldaten erin om lang genoeg het Noordelijke leger tegen te houden zodat de Zuidelijken zich konden concentreren bij Sharpsburg. Tijdens de daaropvolgende Slag bij Antietam kregen Hills soldaten het opnieuw zwaar te verduren in de gevechten rond "Bloody Lane". Hill verloor drie paarden tijdens de slag.
Zijn divisie zag weinig actie tijdens de Slag bij Fredericksburg. Toen kwamen de eerste ressentimenten naar boven met Robert E. Lee. Na de dood van Stonewall Jackson diende Lee zijn legerleiding te reorganiseren. Hill werd hierbij niet tot korpsbevelhebber gepromoveerd. Hij was al gedetacheerd van Lees leger en naar zijn thuisstaat gestuurd om de rekrutering in goede banen te leiden. Tijdens de Gettysburgveldtocht had Hill de leiding over de Zuidelijke reservetroepen die Richmond bewaakten. Hij kon een halfslachtige aanval van de Noordelijken onder John Adams Dix en Erasmus Keyes in juni 1863 met gemak afslaan. In 1863 werd hij naar de gereorganiseerde Army of Tennessee gestuurd met een voorlopige promotie tot luitenant-generaal. Hij kreeg een korps toegewezen en Braxton Bragg was zijn superieur. Tijdens de bloedige Slag bij Chickamauga werden de zwaarste gevechten geleverd door Hills korps. Na de slag sloot Hill zich aan bij andere hoge officieren om Bragg aan te klagen die de overwinning niet uitgebuit had. President Jefferson Davis kwam persoonlijk de ruzie beslissen ten voordele van Bragg. Opnieuw werd de Army of Tennessee gereorganiseerd. Hill was zijn commando kwijt. Davis weigerde de promotie van Hill tot luitenant-generaal te ratificeren waardoor Hill opnieuw de rang van generaal-majoor kreeg. Hierna zou Hill niet meer deelnemen aan de grote slagen en veldtochten van de oorlog.
D.H. Hill voerde als vrijwilliger het bevel over kleinere eenheden die in de marges van de grote slagen streden. Zo vocht hij tijdens de Slag bij Bentonville in North Carolina. Hill had een divisie onder zich toen hij samen met Joseph E. Johnston zich overgaf op 26 april 1865.

## Verdere levensloop
Tussen 1866 en 1869 was Hill hoofdredacteur van het tijdschrift The Land We Love in Charlotte, North Carolina. Er verschenen voornamelijk artikels over sociale en historische onderwerpen; het blad werd door een breed zuidelijk publiek gelezen. In 1877 werd hij de eerst president van de Universiteit van Arkansas. Hij bleef op post tot 1884. Tussen 1885 en 1889 was hij president van het Georgia Military College. Hij nam ontslag uit deze functie vanwege zijn slechter wordende gezondheid. Hill overleed in september 1889 en werd bijgezet in het Davidson College Cemetery.

## Militaire loopbaan
- Second Lieutenant (USA): 1842
- First Lieutenant (USA): 1849[5]
- Gebrevetteerd Captain (USA): 1847
- Gebrevetteerd Major (USA): 1847
- Lieutenant Colonel:
- Colonel (CSA): 1 mei 1861[5]
- Brigadier General (CSA): 10 juli 1861[5]
- Major General (CSA): 26 maart 1862[5]
- Lieutenant General (CSA): 11 juli 1863[5]
- Reverted Major General 15 oktober 1863[5]